# Murad Gajdarov
Murad Gajdarov, född den 13 februari 1980 i Dagestan, dåvarande Sovjetunionen, är en rysk brottare som tog OS-guld i welterviktsbrottning i fristil 2008 i Peking.